# Monte Pulito (San Marino)
El monte Pulito es un monte de la República de San Marino que se encuentra en el castello de Faetano, con sus 346 m s. n. m. es por altura la octava cima más alta del pequeño estado.